# الاتحاد السوفيتي في الحرب العالمية الثانية
وقّع الاتحاد السوفيتي معاهدة عدم اعتداء مع ألمانيا النازية في 23 أغسطس 1939. تضمنت المعاهدة بالإضافة إلى شروط عدم الاعتداء، بروتوكولًا سريًا يقسم مناطق رومانيا وبولندا وليتوانيا ولاتفيا وإستونيا وفنلندا بين ألمانيا والاتحاد السوفيتي «كمناطق نفوذ»، طرفا المعاهدة تطلعا إلى «إعادة ترتيب إقليمية وسياسية» محتملة لهذه البلدان. في أكتوبر ونوفمبر 1940، جرت محادثات ألمانية - سوفيتية في برلين حول إمكانية انضمام الاتحاد السوفيتي إلى دول المحور (انظر محادثات محور ألمانيا والاتحاد السوفيتي)، ولم يتوصلوا إلى أي نتيجة من المحادثات بما أن هدف هتلر الأيديولوجي هو ليبنسراوم (مساحة العيش) في الشرق.

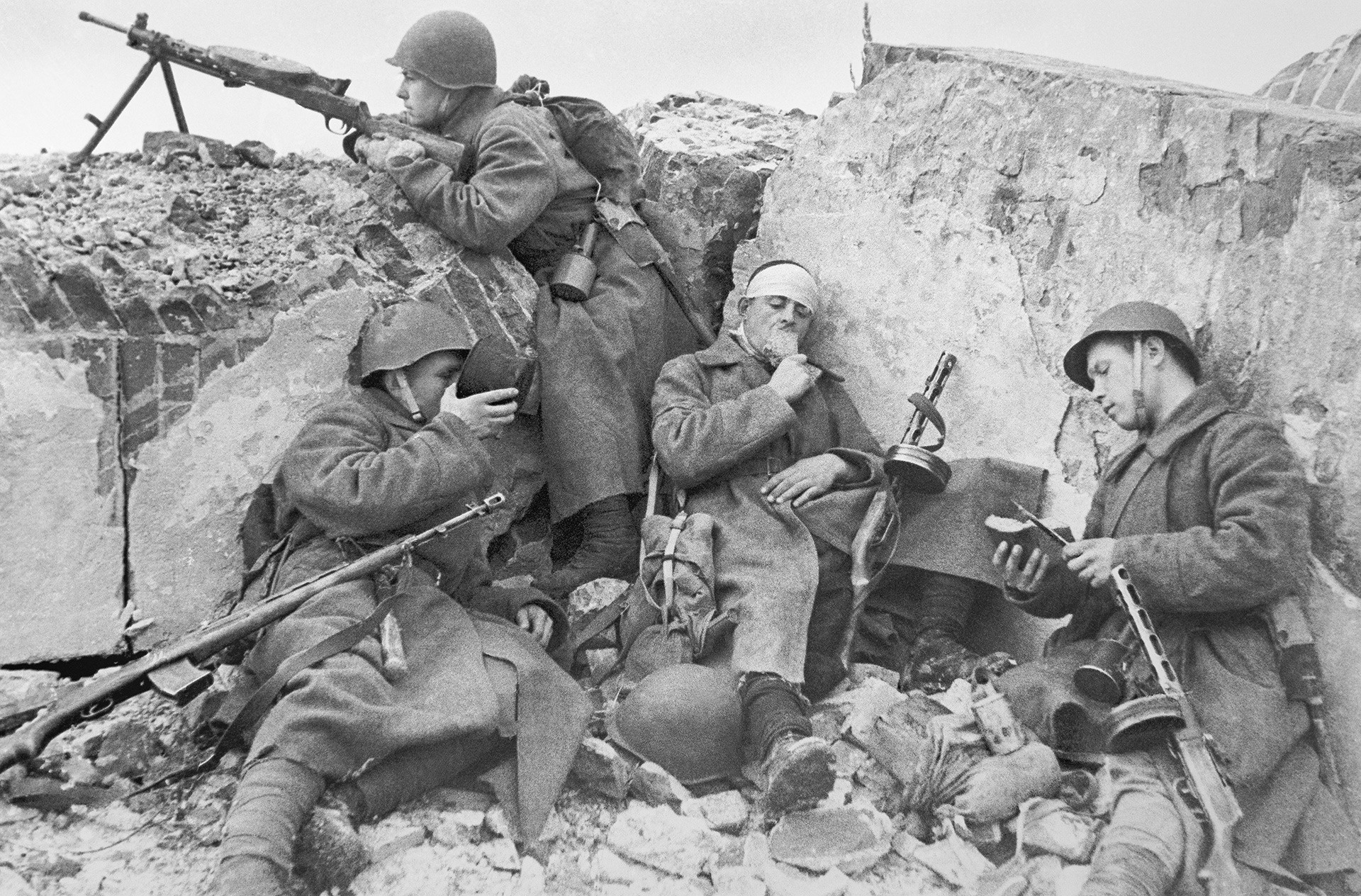
جنود سوفيت في ستالينغراد خلال استراحة قصيرة قبل العودة للقتال

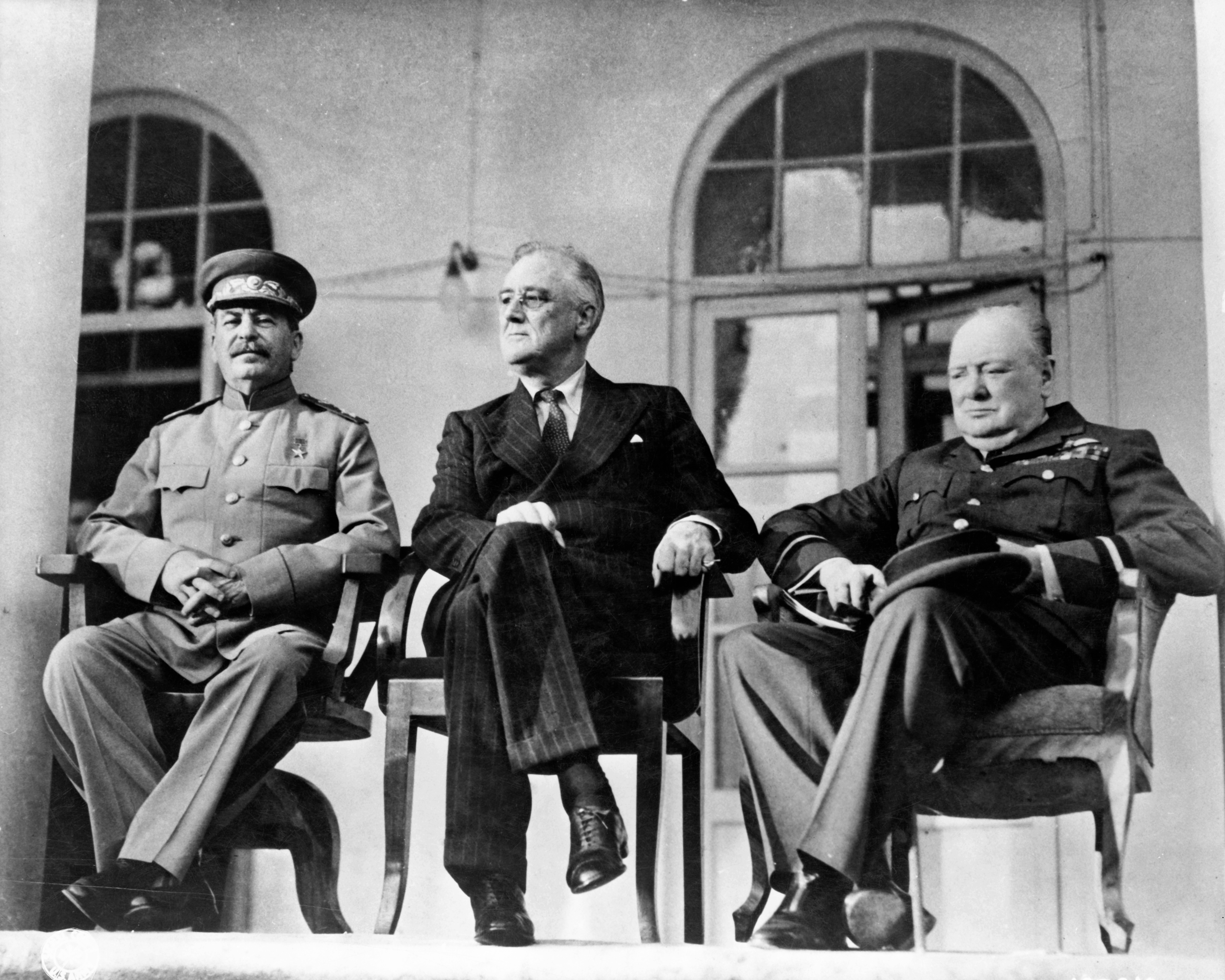
ستالين وروزفلت وتشرشل في مؤتمر طهران

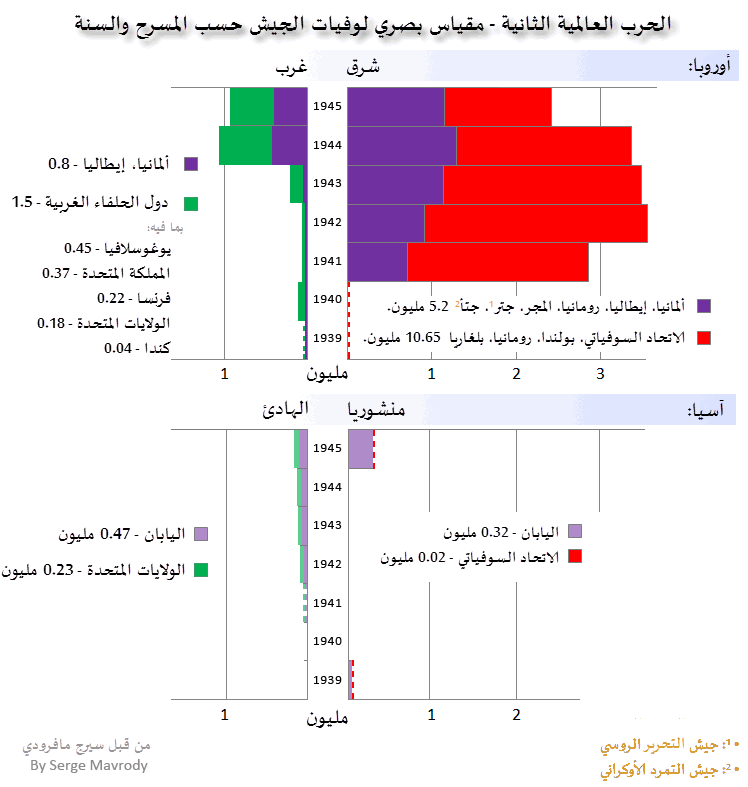
خط زمني للاتحاد السوفيتي خلال الحرب في أوروبا وآسيا مع الخسائر العسكرية.

غزت ألمانيا بولندا في 1 سبتمبر 1939 بادئةً بذلك الحرب العالمية الثانية، انتظر ستالين حتى 17 سبتمبر ليبدأ بغزوه لبولندا. ضُم جزء من منطقتي كاريليا وسالا في فنلندا إلى الاتحاد السوفيتي بعد حرب الشتاء. وأعقب ذلك الضم العسكري السوفيتي لإستونيا ولاتفيا وليتوانيا وأجزاء من رومانيا (بيسارابيا، بوكوفينا الشمالية ومنطقة هيرتزا). كُشف في محاكمات نورنبيرغ عن وجود بروتوكول سري لميثاق سوفيتي ألماني فيما يتعلق بالتقسيمات المخططة لهذه المناطق. انتهك غزو بوكوفينا اتفاق مولوتوف-ريبنتروب (معاهدة عدم الاعتداء)، إذ تجاوز هذا الغزو نطاق النفوذ السوفيتي المتفق عليه مع دول المحور.
في 22 يونيو 1941، بدأ هتلر بغزو الاتحاد السوفيتي. كان ستالين واثقًا من أن آلة الحرب لمجموع دول الحلفاء ستوقف في نهاية المطاف ألمانيا، ومع قانون الإعارة والاستئجار من الغرب، أوقف السوفيت الفيرماخت على بعد نحو 30 كم (أو 18.6 ميل) من موسكو. على مدار السنوات الأربع التالية، صد الاتحاد السوفيتي هجمات دول المحور، على سبيل المثال ما حدث في معركة ستالينغراد ومعركة كورسك، ومضى قدمًا نحو الانتصار في الهجمات السوفيتية الكبيرة، مثل هجوم فيستولا - الأودر.
وقع الجزء الأكبر من القتال السوفيتي على الجبهة الشرقية –بما في ذلك الحرب المستمرة مع فنلندا– لكنه غزا إيران أيضًا (في أغسطس 1941) بالتعاون مع البريطانيين وفي أواخر الحرب هاجم اليابان (في أغسطس 1945) التي خاض معها نزاعًا حدوديًا في وقت سابق حتى عام 1939.
التقى ستالين مع ونستون تشرشل وفرانكلين روزفلت في مؤتمر طهران وبدأوا في مناقشة الحرب على جبهتين ضد ألمانيا ومستقبل أوروبا بعد الحرب. سقطت برلين أخيرًا في أبريل عام 1945. لقد تطلبت مواجهة الغزو الألماني والضغط من أجل النصر في الشرق تضحيات هائلة من قبل الاتحاد السوفيتي، الذي عانى من أعلى الخسائر في الحرب، حيث فقد أكثر من 20 مليون مواطن.

## المعاهدة مع أدولف هتلر
في أغسطس 1939، قبل ستالين اقتراح هتلر في معاهدة عدم اعتداء مع ألمانيا، تفاوض عليها وزراء الخارجية فياتشيسلاف مولوتوف لصالح السوفيت ويواخيم فون ريبنتروب لصالح الألمان. تُوصل رسميًا إلى معاهدة عدم الاعتداء فقط، وأيضًا بروتوكول سري ملحق في 23 أغسطس، البروتوكول قسم كل أوروبا الشرقية بين مناطق النفوذ الألمانية والسوفيتية. ووُعد الاتحاد السوفيتي بالجزء الشرقي من بولندا، الذي استوطن آنذاك من قبل الأوكرانيون والبيلاروسيون في المقام الأول، وذلك في حالة تفككه، واعترفت ألمانيا بلاتفيا وإستونيا وفنلندا كأجزاء من منطقة النفوذ السوفيتي، مع إضافة ليتوانيا في البروتوكول السري الثاني في سبتمبر 1939. بند آخر من المعاهدة هو أن تُضم بيسارابيا، التي كانت جزءًا من رومانيا، إلى جمهورية مولدوفا الاشتراكية السوفيتية، وتصبح جمهورية مولدوفا الاشتراكية السوفيتية تحت سيطرة موسكو.
تُوصل إلى الاتفاق بعد يومين من انهيار المحادثات العسكرية السوفيتية مع الممثلين البريطانيين والفرنسيين في أغسطس 1939 حول تحالف محتمل بين فرنسا وإنجلترا والاتحاد السوفيتي. عُلقت المناقشات السياسية في 2 أغسطس، عندما صرح مولوتوف بأنه لا يمكن استئنافها حتى يُحرز تقدم في المحادثات العسكرية في أواخر أغسطس، بعد أن توقفت المحادثات بسبب ضمانات لدول البلطيق، في حين أن المحادثات العسكرية التي أصر عليها مولوتوف بدأت في 11 أغسطس. في الوقت نفسه، جادلت ألمانيا –التي بدأ السوفيت معها مفاوضات سرية في 29 يوليو– بأنها يمكن أن تقدم للسوفيت شروطًا أفضل من بريطانيا وفرنسا، مع إصرار ريبنتروب بقوله: «لا توجد مشكلة بين (دول) بحر البلطيق و(دول) البحر الأسود لا يمكن حلها بيننا». صرح المسؤولون الألمان أنه على عكس بريطانيا، يمكن لألمانيا أن تسمح للسوفيت بمواصلة نموه (تطويراته أو تنميته) بدون تدخل (مساس)، وأن «هناك عنصر واحد مشترك بين الأيديولوجيا الألمانية والإيطالية والسوفيتية: وهو معارضة الديمقراطيات الرأسمالية في الغرب». بحلول ذلك الوقت، كان مولوتوف قد حصل على معلومات بشأن المفاوضات الأنجلو (الإنجليزية) -ألمانية وتقرير متشائم من السفير السوفيتي في فرنسا.
بعد خلاف حول مطالبة ستالين بنقل قوات الجيش الأحمر عبر بولندا ورومانيا (وهو ما عارضته بولندا ورومانيا)، في 21 أغسطس، اقترح السوفيت تأجيل المحادثات العسكرية مستخدمين ذريعة غياب كبار الموظفين السوفيت عن المحادثات التي تداخلت مع مناورات الخريف للقوات السوفيتية، مع أن السبب الرئيسي كان التقدم المحرز في المفاوضات السوفيتية الألمانية. في نفس اليوم، تلقى ستالين تأكيدًا بأن ألمانيا ستوافق على البروتوكولات السرية لمعاهدة عدم الاعتداء المقترحة التي من شأنها أن تمنح السوفيت أرضًا في بولندا ودول البلطيق وفنلندا ورومانيا، وبعد ذلك قام ستالين بإرسال برقية لهتلر في تلك الليلة بأن السوفيت كانوا على استعداد لتوقيع الاتفاقية وأنه سوف يستقبل ريبنتروب في 23 أغسطس. فيما يتعلق بقضية الأمن الجماعي (المشترك) الكبرى، يذكر بعض المؤرخين أن أحد الأسباب وراء قرار ستالين التخلي عن قناعاته (مبادئه) هو تشكيله لوجهات نظره عن فرنسا وبريطانيا عند انضمامهما إلى معاهدة ميونيخ والفشل اللاحق في منع الاحتلال الألماني لتشيكوسلوفاكيا. ربما كان ستالين قد رأى في الاتفاق كسبًا للمزيد من الوقت من حرب في نهاية المطاف مع هتلر وذلك من أجل تعزيز الجيش السوفيتي وإزاحة الحدود السوفيتية إلى الغرب، الأمر الذي سيكون مفيدًا عسكريًا في هكذا حرب.
قضى ستالين وريبنتروب معظم ليلة توقيع الاتفاقات في تبادل القصص الودية حول الشؤون العالمية وإطلاق النكات (وذلك أمر نادرًا ما يفعله ريبنتروب) حول ضعف بريطانيا، وحتى مزح الاثنان حول كيف يخيف «حلف مناهضة الكومنترن» بشكل أساسي «أصحاب المتاجر البريطانية». قاموا بعد ذلك بتبادل الأنخاب، مع اقتراح ستالين نخبًا لدوام صحة هتلر، وريبنتروب مقترحًا نخبًا لدوام صحة ستالين.